# Orion (GIRL NEXT DOORの曲)
「Orion」（オリオン）は、日本の音楽ユニット・GIRL NEXT DOORの7作目のシングル。

## 概要
- 前作「Be your wings/FRIENDSHIP/Wait for you」から約3か月ぶりにして、アルバム『NEXT FUTURE』からの先行シングル。
- 「Seeds of dream」以来2作ぶりに単独A面シングルとして発売された。
- 表題曲は仲間由紀恵主演のテレビドラマ『アンタッチャブル〜事件記者・鳴海遼子〜』の主題歌及び同系列『お願い!ランキング』のエンディングテーマに使用された[1][2][3]。テレビドラマのタイアップは「Infinity」以来3度目[2][3]、同枠でのタイアップは「情熱の代償」以来2度目となった。
- ジャケットが異なるCD+DVD規格とCD規格の2形態で発売され、CD+DVD規格のDVDには表題曲のミュージック・ビデオのモノクロームバージョンが収録された。
- オリコンチャート初登場9位を獲得。7作連続でトップ10入りを果たした。

## 収録曲
| 全作曲: 鈴木大輔。 |                               |                  |            |                                                           |                              |      |
| #                  | タイトル                      | 作詞             | 作曲・編曲 | 編曲                                                      | リミックス                   | 時間 |
| 1.                 | 「Orion」                     | 千紗 & Kenn Kato | 鈴木大輔   | GIRL NEXT DOOR & 渡辺徹（ストリングスアレンジ：村山達哉） |                              | 4:03 |
| 2.                 | 「時の雫」                    | 千紗 & Kenn Kato | 鈴木大輔   | GIRL NEXT DOOR & 渡辺徹                                   |                              | 7:00 |
| 3.                 | 「Drive away (GOGO's Remix)」 | 千紗 & Kenn Kato | 鈴木大輔   |                                                           | ドミノ、サンドロ・オリーヴァ | 4:39 |
| 4.                 | 「Orion (Instrumental)」      |                  | 鈴木大輔   | GIRL NEXT DOOR & 渡辺徹                                   |                              | 4:03 |

### 解説
1. Orion
ストリングスを取り入れた、シングルとしては初のバラード[4]。歌詞はテレビドラマ『アンタッチャブル〜事件記者・鳴海遼子〜』の台本を読んだ上で、千紗の実体験と照らし合わせて書き下ろされた[5]。
ミュージック・ビデオはアメリカ合衆国カリフォルニア州にあるヨセミテ国立公園にて撮影された[5][6]。鈴木大輔はこの楽曲のミュージック・ビデオや音楽番組出演時にはピアノを演奏していた。
2. 時の雫
3. Drive away (GOGO's Remix)
両A面からなる、2ndシングルの表題1曲目のリミックスバージョン。
4. Orion (Instrumental)
表題曲のインストゥルメンタルバージョン。

## 参加ミュージシャン
GIRL NEXT DOOR
- 千紗：Vocal
- 鈴木大輔：Keyboards
- 井上裕治：Guitar

Support Musician
- 篠崎正嗣ストリングス：Strings (#1,4)

## タイアップ
- テレビ朝日系列金曜9時枠連続ドラマ『アンタッチャブル〜事件記者・鳴海遼子〜』主題歌 (#1)
- テレビ朝日系列情報バラエティ番組『お願い!ランキング』2010年1月度エンディングテーマ (#1)

## 収録アルバム
- NEXT FUTURE (#1,3)
- SINGLE COLLECTION (#1)
- girl next door THE LAST (#1〜3)
- D-1ドリーム・プロジェクト2010 (#3)
- スーパーユーロビート VOL.210 (#3)